# Schipbeekbad

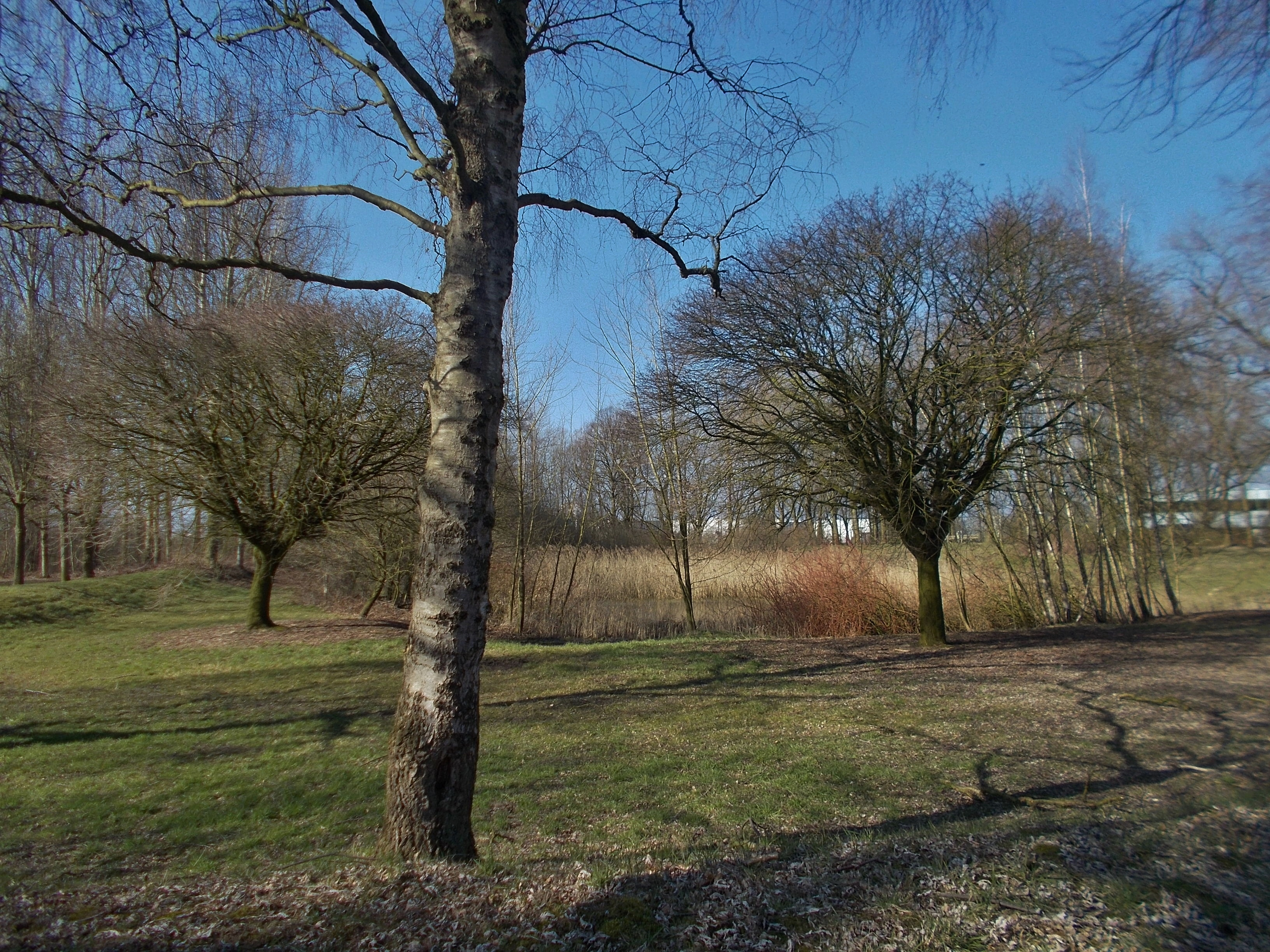
Plaats van het zwembad

Het Schipbeekbad was een openluchtzwembad gelegen aan de Schipbeek in het zuiden van de toenmalige gemeente Diepenveen, tussen Colmschate en Epse. Burgemeester Arriëns van Diepenveen opende het zogenoemde strand- en familiebad op 30 juli 1938 officieel. Initiatiefnemers en exploitanten waren de gebroeders Evers. Het bad werd verwezenlijkt door de Nederlandsche Heidemaatschappij met de inzet van werklozen. Er waren drie bassins met een zandbodem, het grootste mat 45 x 30 meter. Met behulp van een dieselpomp werd dagelijks vers water uit de Schipbeek betrokken. Behalve kleedhokjes, douches, een hoge en een lage duikplank was er een kiosk. Buiten het recreatief zwemmen kregen kinderen van scholen uit Colmschate en Epse er zwemles. Ook veel mensen uit het nabij gelegen Deventer maakten gebruik van het bad. De zweminrichting heeft bestaan tot in de jaren zestig van de twintigste eeuw, toen het gebied Kloosterlanden overging naar de gemeente Deventer ten behoeve van de aanleg van een industrieterrein.

## Park
Na 1969 werd het zwembad gesloten en de loop van de Schipbeek verlegd. Het voormalige bad met een dijkje, weides en een laantje met oude zilveresdoorns kwam te liggen aan de Herfordstraat tussen de gebouwen op het bedrijventerrein. Vanwege de lage ligging bleef het onbebouwd. Het watergedeelte verlandde deels en er ontstond veel spontane begroeiing. Rond 1990 werden snelgroeiende bomen aangeplant en kreeg het gebied het karakter van een parkje; er kwam een wandelpad met bankjes. Beperkt maaibeheer en het uitblijven van bemesting maakte dat er een rijk gevarieerde grassige vegetatie kon ontstaan met onder andere veldsalie en kleine ratelaar. Het hoog opgaande groen herbergt veel struweelvogels. De gekraagde roodstaart nestelt in een van de oude bomen en vleermuizen vinden daar een winterkwartier. In de nog aanwezige poel huizen kikkers en salamanders. Een imker plaatst er zijn kasten met honingbijen. Het ca. 2,5 hectare grote park is door beperkt beheer door de jaren heen geworden tot een ecologisch waardevol natuurterrein. Sinds 2014 wordt het enkele malen per jaar begraasd door de Deventer schaapskudde. Het is een gebied voor rustige recreatie.